# Карамани (село)
 Тази статия е за селото.  За населението на Карамания вижте Караманлии.  За заселниците дали името на Караманската държава вижте Карамани.
Карамани (на македонска литературна норма: Карамани) е село в община Битоля на Северна Македония.

## География
Селото се намира на 580 m надморска височина в областта Пелагония, на 7 km североизточно от Битоля.

## История
Името или идва от черните почви на селото – на турски кара, означава черен – или е топонимизация на родовото име Караман.
В XIX век Карамани е село в Битолска кааза на Османската империя. Според статистиката на Васил Кънчов („Македония. Етнография и статистика“) от 1900 година Карамани има 350 жители, всички българи християни.
На Етнографската карта на Битолския вилает на Картографския институт в София от 1901 година Карамани е чисто българско село в Битолската каза на Битолския санджак с 38 къщи.
Цялото население на селото е под върховенството на Българската екзархия. По данни на секретаря на екзархията Димитър Мишев („La Macédoine et sa Population Chrétienne“) в 1905 година в Карамани има 296 българи екзархисти и функционира българско училище.
През септември 1910 година селото пострадва по време на обезоръжителната акция на младотурците.
По време на българското управление на Вардарска Македония през Първата световна война Карамани е част от Кукуречанска община в Битолска селска околия и има 281 жители.
В 1961 година селото има 496 жители, а в 1981 година 529 жители. След това насeлението намалява вследствие на емиграция в Битоля, Скопие, Австралия, САЩ и Канада.
Според преброяването от 2002 година селото има 337 жители самоопределили се като северномакедонци:
| Националност     | Всичко |
| северномакедонци | 337    |
| албанци          | 0      |
| турци            | 0      |
| роми             | 0      |
| власи            | 0      |
| сърби            | 0      |
| бошняци          | 0      |
| други            | 0      |

В 2008 година селото има 320 жители. Църквата в селото е „Свети Никола Летни“.

## Личности
Родени в Карамани
- Никола Дишков (1873 - 1924), битолски селски войвода на ВМОРО
- Спиро Дишков, битолски селски войвода на ВМОРО, войвода на четата от Карамани в 1903 година[8]

Починали в Карамани
- Иван Рафайлов Попов, български военен деец, поручик, загинал през Първата световна война[9]